# ملعب كارلو زيكيني الأولمبي
ملعب كارلو زيكيني الأولمبي (المعروف سابقا باسم ملعب كوميونال الاولمبي) هو ملعب متعدد الاستخدام في غروسيتو، إيطاليا. يستخدم حاليًا في الغالب لمباريات كرة القدم وهو الملعب الرئيسي لنادي يو إس غروسيتو. الملعب يتسع لـ 10،200.
خلال دورة الألعاب الأولمبية الصيفية لعام 1960 في روما، استضاف الملعب العديد من التصفيات التمهيدية لكرة القدم. استضاف أيضا مباريات نادي يو إس جافورانو ونادي يو إس بيانز.